# Marcin Korcz
Marcin Korcz (ur. 15 listopada 1986 w Krakowie) – polski aktor teatralny, filmowy i telewizyjny.

## Życiorys

### Wczesne lata
Urodził się w Krakowie jako syn Marioli Korcz, nauczycielki nauczania zintegrowanego, i Kazimierza Korcza, nauczyciela wychowania fizycznego. Ma siostrę, Olgę. Dorastał w Libiążu. We wczesnych latach młodości trenował długodystansowe biegi przełajowe. Ukończył I Liceum Ogólnokształcące im. Stanisława Staszica w Chrzanowie. Początkowo myślał o karierze sportowej, zanim w drugiej klasie obejrzał przedstawienie Grupy Rafała Kmity w Teatrze Stu. „Wtedy pomyślałem, że też chciałbym się tak wygłupiać jak oni” - opowiadał Marcin Korcz w Polskim Radiu. Przez dwa lata uczęszczał do Studia Aktorskiego Doroty Pomykały w Katowicach. W 2009 ukończył Państwową Wyższą Szkołę Filmową, Telewizyjną i Teatralną im. Leona Schillera w Łodzi. 

### Kariera
Po studiach związał się z Teatrem im. Stefana Jaracza w Łodzi. Telewidzom stał się znany z roli Michała Kercza w serialu Rodzina zastępcza, Dagmara w serialu Przyjaciółki, Szymona Kmiecińskiego w serialu Pierwsza miłość oraz Pawła Radeckiego w serialu O mnie się nie martw. W 2012 zagrał główną rolę w filmie fabularnym Być jak Kazimierz Deyna.
W listopadzie 2016 uzyskał nominację do Telekamer 2017 w kategorii Nadzieja telewizji. Od 3 marca do 5 maja 2017 brał udział w siódmej polsatowskiej edycji programu Dancing with the Stars. Taniec z gwiazdami. Jego partnerką taneczną była Wiktoria Omyła, z którą odpadł w odcinku półfinałowym, zajmując trzecie miejsce.

## Filmografia

### Filmy
- 2008: Kochaj i tańcz – jako asystent
- 2009: Tatarak – jako chłopak z zarządu wodnego
- 2009: Nigdy nie mów nigdy – jako chłopak w klubie
- 2010: Wenecja – jako niemiecki oświetlacz
- 2012: Być jak Kazimierz Deyna – jako Kazik
- 2014: Kochanie, chyba cię zabiłem – jako Kacper
- 2014: Miasto 44 – jako Karol z grupy „Barrego”
- 2015: Słaba płeć? – jako Janek Biały
- 2018: Miłość jest wszystkim – jako Krzysztof

### Seriale
- 2008–2009: Rodzina zastępcza – jako Michał Kercz, mąż Elizy
- 2009: Przystań – jako Kuba (odc. 11)
- 2009: Ojciec Mateusz – jako kolega Szymona (odc. 15)
- 2009: Dekalog 89+ – jako „Czarny” (cz. 2)
- 2010: Samo życie – jako Daniel
- 2010: Usta usta – jako kolega Doriana (odc. 11)
- 2010: Ratownicy – jako Marek
- 2010: Ojciec Mateusz – jako Karol (odc. 51)
- 2010: M jak miłość – jako pracownik stacji benzynowej (odc. 731)
- 2011: Rezydencja – jako Dawid
- 2011: Przepis na życie – jako Wiktor (odc. 7–10)
- 2011: Hotel 52 – jako Darek (odc. 30)
- 2012–2014: Pierwsza miłość – jako Szymon Kmieciński
- od 2012: Przyjaciółki – jako Dagmar Balicki
- 2012: Komisarz Alex – jako Michał (odc. 19)
- 2012: Prawo Agaty – jako Mikołaj (odc. 22)
- 2012: Czas honoru – jako żołnierz w szpitalu (odc. 60–61)
- 2016: Singielka – jako Łukasz Gradowski (odc. 88–90, 95)
- 2016–2020: O mnie się nie martw – jako mecenas Paweł Radecki
- 2019: Wojenne dziewczyny – jako Leon Keller
- 2021: Gra na maksa – jako Maks[8]
- 2022: Na dobre i na złe – jako Mario (odc. 851)
- 2022: Gry rodzinne – jako Dawid